# Berlingske
Berlingske è il più antico quotidiano danese pubblicato ancora oggi.
Fu fondato da Ernst Heinrich Berling e pubblicato per la prima volta il 3 gennaio 1749 a Copenaghen con il titolo Kjøbenhavnske Danske Post-Tidender. Il giornale è di orientamento liberal-conservatore e appartiene alla società di media danese Berlingske Media, che apparteneva al Gruppo Mecom dal 2006 prima di essere acquisita dal gruppo di media belga De Persgroep nel 2014.
Nella sua storia il giornale è stato rinominato più volte: 1808 in Danske Statstidende, 1833 in Berlingske Politiske og Avertissementstidende, 1936 in Berlingske Tidende e dal 26 gennaio 2011 compare con il nome Berlingske.
Mentre il giornale nel 1948 aveva ancora una tiratura giornaliera di 190.000 copie (edizione domenicale: 226.000), il suo numero è sceso a circa 100.000 copie prima del 2011. Ciò corrispondeva alla seconda più alta diffusione di tutti i quotidiani in Danimarca dopo lo Jyllands-Posten.
Per Berlingske, due fotografi hanno già vinto l'elezione per la foto dell'anno con i loro lavori: nel 1999 ha vinto il fotografo danese Claus Bjørn Larsen, la cui foto tratta della guerra del Kosovo e nel 2001 ha vinto il fotografo danese Erik Refner, la cui foto tratta della guerra in Afghanistan.